# Транспортна здатність безнапірного потоку
Транспортна здатність безнапірного потоку Qтр (рос. транспортная способность безнапорного потока Qтр; англ. transport ability of gravity [freesurface] flow, load-carrying capacity; нім. Transportfähigkeit f (Transportvermögen n) des drucklosen Stromes) може означати:
- Вагова витрата твердого компонента потоку гідросуміші, яка відповідає максимальному наповненню рідини змуленими твердими частинками (напр., за рахунок розмивання дна русла), причому ступінь насичення потоку стабілізувався. У випадку однозернистих наносів величина Qтр залежить як від параметрів потоку, так і від величини частинок твердої фази. У випадку різнозернистих наносів величина Qтр є не зовсім визначеною при наявності піщаного русла, яке піддається розмиванню, бо потік може «відбирати» із наявних фракцій піску, що утворює русло, різноманітні комбінації цих фракцій і збагачуватися ними, при цьому можуть одержуватися при підрахунках різні значини Qтр.

- При гідротранспортуванні — максимальна вагова витрата твердого компонента потоку гідросуміші.